# Topaze (revista)
Topaze fue una revista de sátira política chilena que circuló (con algunos períodos de interrupciones) entre el 12 de agosto de 1931 y el 30 de octubre de 1970. Su eslogan era "El barómetro de la política chilena". Fundada a partir de una idea original de Jorge Délano Frederick Coke (dibujante), recién llegado a Chile luego de unos años en los Estados Unidos, teniendo como socios al periodista argentino Joaquín Blaya (administrador) y al escritor Jorge Sanhueza, Pichiruche, que asumió la redacción. Ambos, después de "las primeras medidas represivas" contra la revista, terminaron por venderle los derechos a Coke, que quedó como único propietario.
La revista destacó por ser un semillero de caricaturistas entre los cuales se encuentran: René Ríos Boettiger (Pepo), Manuel (Mono) Tejeda, Luis Sepúlveda (Alhué), Luis Goyenechea Zegarra (Lugoze), Melitón Herrera (Click), Juan Gálvez (Fantasio), Juan González (Huelén), Víctor Arriagada (Vicar), Mario Torrealba (Pekén) y Hernán Vidal (Hervi). También colaboraron Themo Lobos, Jimmy Scott, Edmundo Searle (Mundo), Fernando Daza, Renato Andrade (Nato), Percy Eaglehurst y Renzo Pecchenino (Lukas). Entre quienes escribieron para la revista se incluyen Héctor Meléndez, el clan Sanhueza (Jorge, Gabriel y Carlos), Avelino "Chato" Urzúa, Jenaro Prieto y Tito Mundt.
Más tarde fue publicada como suplemento del diario La Tercera (entre 1989 y 1996).

## Historia

### Inicios y censura (1931-1938) [del número 1 al 334]
La revista Topaze nació en un momento de crisis política, causada por los efectos de la crisis económica de 1929, cuya mayor resonancia la tuvo en Chile, especialmente a partir de 1930-1931. Su primer número salió a la venta dos semanas después de la renuncia del presidente y general Carlos Ibáñez, en plena campaña electoral, y logró un éxito insospechado, con su primera tirada de 10.000 ejemplares agotándose en cosa de horas, debiéndose imprimir otras dos tiradas de 5.000 ejemplares cada una que se agotaron con igual rapidez.
El nombre de la revista fue tomado de la obra de teatro Topaze, del francés Marcel Pagnol, que se presentó por esos días en el Teatro Comedia de Santiago, como un préstamo con el fin de obtener propaganda gratuita. También se arrojaron panfletos desde un aeroplano: en una cara promocionaban el entonces popular "Alimento Meyer", en la otra promocionaban la revista.
Originalmente, las oficinas de la revista estuvieron ubicadas en la calle Moneda N°1367, en Santiago, en la casa que había sido de la familia González Vial, y la primera imprenta con la que trabajaron se llamó, casi simbólicamente, El Esfuerzo. En los primeros años, Topaze se dedicó a criticar y aconsejar a la gran seguidilla de gobernantes que desfilaron desde la caída de Ibáñez en 1931, hasta la llegada de Arturo Alessandri Palma al año siguiente. Se destacó por una línea editorial bastante imparcial y cercana a las grandes inquietudes de la población chilena, sobre todo de quienes sufrían a causa de los malos manejos políticos y económicos de las autoridades de turno, expresándose con los comentarios editoriales semi-serios firmados por el Profesor Alberto Topaze Cambiazo.
El primer número contó con caricaturas de Coke, Fantasio y Huelén, y sátiras escritas por Avelino "Chato" Urzúa y otros y su portada mostraba a Ibáñez dándole un consejo al Presidente de facto argentino José Félix Uriburu. Para octubre de 1931 se integra el satirista Héctor Meléndez, quien crea a Juan Verdejo, basándose en un "roto" al que Coke había conocido de niño. Meléndez destaca por su comprensión de la psicología popular con Verdejo y otros personajes como la Domitila, doña Tadea, Cirineo y otros. Mediante sus "versos de ciego", también rescata la decimonónica "lira popular".
Entre fines de 1931 y mediados de 1932 se integran los dibujantes Ares (Mario Gálvez), Pekén, Mono (cuyas contribuciones fueron esporádicas hasta 1938) y Pepo (quien firmaría como "Río" hasta 1935), este último desde la edición 50. Durante 1932, la revista lanza tres publicaciones: Wikén, semanario de investigación y denuncia que aparecía los sábados (a inicios de 1933 se cedió su propiedad a Carlos Cariola quien luego la revendió a Coke) y se publicó hasta 1939 con interrupciones; Topazín, revista infantil en colores publicada los jueves por 8 números (será revivido brevemente en 1935); y Mister Tinka, semanario de hípica de breve duración que aparecía los viernes. 
La popularidad del semanario incentiva la creación de imitadores: el primero fue Chopazo, editado por la Imprenta Universo desde el 24 de septiembre de 1931, aunque era más bien un suplemento de la revista Sucesos, siendo dirigido por Raúl Figueroa (Chao). Durante 1932 aparecen El Gallómetro y Don Tanque, esta última pudiendo describirse como un Topaze policial. 
El 4 de octubre de 1932 comienza a publicarse la revista Verdejo, dirigida por Meléndez, con sátiras de Urzúa y dibujos de Luis Adduard, Fantasio y Ares. Esto implica que en el Topaze, Verdejo adoptase el nombre de "Juan Machuca". Esta publicación dura apenas 32 semanas, apareciendo por última vez el 2 de mayo de 1933, luego de lo cual Meléndez y Urzúa (así como el nombre "Verdejo") regresan a la revista. En el entretanto se integran Jenaro Prieto y Alhué, este último en reemplazo de Huelén.
Durante el gobierno de Arturo Alessandri Palma, la revista sufre numerosas censuras, siendo suspendida su publicación el 9 de agosto de 1933. Como relevo aparece el 19 del mismo mes la revista Cambiazo, que circuló hasta diciembre del mismo año. Luego de ser permitida su publicación, Topaze reaparece el 4 de abril de 1934. La caricatura Huele mejor en Dinamarca (alusión a la célebre frase del centinela Marcelo en la obra Hamlet de Shakespeare), aparecida en el n.º 260, motivó una causa en contra de la revista y su suspensión por un número, sentencia que, a juicio de Coke, se debía a su manifestado antirossismo.
A fines de 1937, el tema de la sucesión presidencial estaba presente en el ambiente político. Uno de los nombres que más sonaban dentro de la oposición era el del expresidente Carlos Ibáñez del Campo, personaje que por diversos motivos se había transformado en el peor enemigo de Arturo Alessandri. Durante esta misma época, aparece un nuevo periódico satírico, Tontilandia, que dura poco (desde septiembre de 1937 hasta junio del año siguiente). Durante la campaña, en la revista se repetiría el eslogan "Ibañol Quita el Rossol", sutilmente delineándose su apoyo en la campaña, cambiándose "Ibañol" a "Aguirrol" luego de que Ibáñez retirara su candidatura.
Meses después, el presidente Arturo Alessandri ordenó requisar el número 285, "indignado por la alusión que se hacía a su supuesta falta de valor". La caricatura en cuestión, titulada "Se Chupó", mostraba a un león siendo domado por Ibáñez del Campo mientras que un pintor (representando a Enrique Bravo, entonces director de La Nación) retrataba al animal como si se hubiese devorado a Ibáñez, habiéndose originado a raíz de un polémico discurso que dio el "León de Tarapacá" en la Escuela de Aviación en contra de Ibáñez, intentando minar su apoyo dentro del mundo castrense, pero que desembocó en una vehemente reacción de Ibáñez frente a la cual el entonces mandatario no emitió respuesta tal como se esperaba, llamando a proceso a la redacción. Pese a que Coke fue hallado inocente y pudo recuperar las revistas luego de unas semanas, éstas desaparecieron luego de que las oficinas del semanario fueran asaltadas días antes de su promocionado lanzamiento al público para luego ser destruidas. El descubrimiento del lugar de incineración (un cuartel de la Policía de Investigaciones), gracias a que de casualidad una página con el dibujo logró salvarse, provocó una crisis política incluyendo un cambio de gabinete.
Con ocasión de la matanza del Seguro Obrero de septiembre de 1938, Topaze se suma al duelo público: no aparece dos semanas, hasta el 17 de septiembre, día en que se inauguraba la Exposición de Avicultura en el Instituto de Humanidades. Lo curioso de este número es que formalmente no se mencionan temas políticos sino que se dedica por completo a tratar sobre la crianza de las aves de corral, incluyendo su sacrificio con ciertas alusiones a la situación. Sin embargo, el número casi es censurado por la presencia de un aviso publicitario argentino que promocionaba una incubadora de varios niveles con una apariencia muy similar a la del edificio del Seguro Obrero, pero al probarse que esto era solamente coincidental, se aprobó su publicación.[cita requerida]

### Auge en los Gobiernos Radicales (1938-1952) [del número 335 al 1.054]
Avanzando en el tiempo y una vez que Pedro Aguirre Cerda triunfa en la elección presidencial de 1938 por sobre Gustavo Ross, Topaze mantiene su independencia solo durante la primera parte del nuevo gobierno. Después, la revista se hace parte del descontento público y se mantiene en una actitud muy crítica hacia la excesiva y absorbente participación del Partido Socialista en el gobierno. Critica asimismo los frecuentes viajes del presidente y le cambia el lema del gobierno: de gobernar es educar a gobernar es viajar. Lo que no sabían era que Aguirre Cerda buscaba en sus giras una manera de poder sobrellevar su tuberculosis y alargar un poco el tiempo de vida que le quedaba, falleciendo en noviembre de 1941, sin poder alcanzar la mitad de su mandato presidencial. Sin embargo, el presidente, conocido por su buen sentido del humor, no reacciona de mala manera ante las punzantes caricaturas que le hacían en Topaze, e incluso invitaba a Coke con frecuencia a almorzar a La Moneda y disfrutar la deliciosa chicha que producía en su viña de Conchalí, algo que Coke recordaría en sus memorias años más tarde.
En 1939 sale el periódico satírico El Debate, animado con el único propósito de criticar al gobierno de Aguirre. Al igual que muchos otros, también tuvo una breve existencia: se publicaron 22 números, el último el 5 de octubre del mismo año.
Durante 1941, la revista recibe una visita ilustre: el norteamericano Walt Disney, de visita en Chile, fue agasajado por la redacción de Topaze. El acta de fundación de la Asociación de Dibujantes de Chile fue firmada en las dependencias del semanario, con Disney como presidente honorario.
Durante la presidencia de Juan Antonio Ríos, Topaze se concentra en el tema de la época, la Segunda Guerra Mundial. Dedica gran cantidad de dibujos a las fuerzas que se enfrentaban y a la situación diplomática en la cual se encontraba Chile: ceder a las presiones de Estados Unidos y romper relaciones con el Eje. También se aludió en varias ocasiones a su aspecto enfermizo y avejentado, así como las pretensiones de personeros radicales, entre ellos Gabriel González Videla, de ganar influencia dentro del partido. Esta situación era atribuida por aquel entonces a una "enfermedad política" por sus voceros (uno de los cuales era cuñado de Coke), intentando ocultar el hecho de que Ríos tenía cáncer, enfermedad que cobraría su vida en 1946 durante su mandato. En sus memorias, Coke lamentó el haber hecho dichas caricaturas.
Durante el gobierno de Ríos, aparecen más competidores como La Familia Chilena (basada en el radioteatro homónimo) y Saca-Pica. Pepo colabora en ambas publicaciones con otros seudónimos (una pipa y el apelativo "Popeye" respectivamente). 
En la época de Gabriel González Videla nace de la pluma de René Ríos (Pepo) la serie Don Gabito, en la cual el padre de Condorito dibujaba al presidente haciendo cosas infantiles. Al igual que Aguirre Cerda, González Videla tenía un gran sentido del humor y era un entusiasta admirador de las bromas de Topaze, lo que motivó que días antes de terminar su mandato, la dirección de la revista le ofreciera una comida en el Club de Golf. En aquella ocasión Don Gabito felicitó a Pepo por captar "sus más escondidos propósitos", como deslizarse por la baranda de la escalera o colgarse de una lámpara. También en esa oportunidad se le hizo entrega a González Videla de una carpeta con la serie completa.
Durante la década de 1940, el cronista social, humorista y compositor Nicanor Molinare tendría una columna regular ("Don Nica Copuchea"). En 1945 aparecen los "Chismes de Peggy", la cual se convertiría en una de las secciones más populares de la revista. También existía una sección deliberadamente mal redactada, inicialmente bajo el título de Koncejos de Arfonzo er Savio (sic) y a mediados de los 50 se hallaba firmada por "Cayo Bruto", pudiendo haber sido escrita por Carlos Warnes (César Bruto).
Desde fines de los 40, y por casi dos décadas, se hizo un radioteatro basado en la revista, inicialmente llamado Topaze en el aire, en el cual su reparto, que incluía a Raúl Matas y Sergio Silva, imitaba a los políticos y hombres públicos del momento, transmitido por Radio Minería entre otras cadenas. En sus últimos años se emitió por Radio Portales los domingos bajo el título de Almorzando con Topaze. Interesantemente, esta no fue la primera experiencia de la revista con el éter: en 1932, había sido promocionada la "Radio C.M.B.T. Topaze", la cual fue de hecho lanzada en una de las fiestas que solían hacerse en las oficinas de la revista. Sin embargo, nunca se llegó a escuchar producto de un problema técnico, frente a lo cual Coke debió improvisar, concertando llamadas telefónicas con un amigo que se hiciera pasar por el público auditor. Al día siguiente, Coke se enteró de que su socio Jorge Sanhueza le había regalado la señal a un amigo. En 1933 apareció otra "Radio Topaze" de breve duración: la revista realizó un concurso de locutores (o speakers) para la emisora.
A fines de 1948, Coke le vende la revista a la Editorial Zig-Zag. Tiempo después, la casi totalidad de su redacción creó el semanario La Raspa, el cual se publicó entre el 13 de enero y el 16 de diciembre de 1949 por Ediciones Buen Humor (subsidiaria de la Editorial Carlos de Vidts). Encabezaba la revista Gabriel Sanhueza (exredactor de Topaze, que más tarde llegaría a ser director de esta) y Pepo era su director artístico, pero alcanzó a sacar solo 49 números, debido a la férrea oposición de la Zig-Zag. Jorge Délano dejó la dirección de Topaze en enero de 1950, lo que marcó el cierre de su primera etapa de vida. Fue reemplazado por Sanhueza y éste, en febrero de 1952, por Avelino Urzúa.

### Decaimiento (1952-1970) [del número 1.055 al 1.981]
Topaze experimentaría en esta época numerosos cambios de administración que culminarían con la adquisición de la revista por militantes de la Democracia Cristiana en 1963. Esto implicaría una seria inestabilidad editorial, reduciéndose la calidad del semanario. 
Hernán Millas asumió la dirección de la revista en 1964 con el objetivo de volver a levantarla. Sin embargo, la creciente división política que afectaba al país ya se hace patente en la redacción. A mediados de 1965 aparecen dos revistas: la revista Topaze tradicional (subtitulada "Sin Camiseta"), dirigida por Lugoze con dibujos de Lukas, Alhué, Jimmy Scott, Percy (Eaglehurst), Bigote (Alberto Reyes) y Pekén; y El Verdadero Topaze, dirigida por Eugenio Lira Massi con dibujos de Themo Lobos, Cire, Ric (Ricardo González), Alberto Vivanco, Fernando Daza y Pepe Huinca (José Vivanco), entre otros, con un marcado tono freísta y que se caracterizó por tener portadas y páginas centrales en colores a diferencia del estilo "dos tintas" característico del semanario. Esta última terminaría cerrando luego de un mes, mientras que Lugoze se mantendría como director hasta 1966 cuando emigra a EE. UU., siendo reemplazado por Bigote y luego por Hernán Millas. Para entonces, la decadencia de la revista ya se hace notar al no reflejar la polarización del momento a diferencia de otras propuestas como La Chiva. 
En sus últimos años, el Topaze es mantenido en gran parte por aportes estatales en forma de publicidad para entidades públicas, por lo que su línea editorial estuvo marcada por los lineamientos del gobierno de Frei.  
El último número de Topaze saldría el 30 de octubre de 1970, con un dibujo en la portada del ataúd de René Schneider y con el texto "Caído en acto de servicio por defender la Constitución". En ese entonces la realidad política era muy distinta a la que tuvo en sus mejores años, es decir, la época en que todos se deleitaban con las caricaturas de Coke y las ingeniosas sátiras escritas por destacados hombres como Héctor Meléndez y Jenaro Prieto. Su último director fue Juan Tejeda, mientras que los dibujantes de la última etapa incluyeron a Hervi (Hernán Vidal), Palomo, Nakor, Fernando Daza, Click y Pekén.

### Resurgimiento (1989-1996) [del número 1.982 al 2.346]
En agosto de 1989 el diario La Tercera revivió la revista Topaze como un suplemento, pero que no logró el éxito de la década de 1940. Muchas de sus bromas se centraron en el presidente Eduardo Frei Ruiz-Tagle, referido como Don Lalo, Gabriel Valdés, apodado El Conde Gabriel, y otros protagonistas de la política chilena de los años 1990. Para la generación que nació durante la dictadura militar de Augusto Pinochet, fue el primer acercamiento al humor político; dado que con el retorno a la democracia la censura cesó. Las caricaturas eran realizadas por Eduardo de la Barra, Goy (Luis Goyenechea, hijo de Lugoze), Jor-Car (Jorge Carvallo) y Carso (Carlos Sotomayor). Asimismo se retomaron los personajes de Topaze y Verdejo así como las secciones de los "Chismes de Peggy" y las parodias a Increíble, Pero Cierto! y El Otro Yo..., de la misma manera que se crearon otras nuevas como "Moya", sobre un oficinista común y corriente, y "Chapulinadas".
Finalmente deja de ser editado en agosto de 1996. Su último editorial indicaba la posibilidad de un relanzamiento como una publicación independiente, lo cual nunca ocurrió al irrumpir un humor más punzante. 
La revista ha sido digitalizada en el portal Memoria Chilena, de la Biblioteca Nacional de Chile. 